# Ned Buntline
Ned Buntline, pseudonimo di Edward Zane Carroll Judson (Stanford, 20 marzo 1823 – Stanford, 16 luglio 1886), è stato uno scrittore e giornalista statunitense.

## Biografia
Ned Buntline era uno scrittore di cronaca spicciola, spesso cronaca nera ma aveva la tendenza a rendere epica ogni sua narrazione. Fu anche famoso perché disse di aver fatto costruire appositamente per sé un modello di pistola Colt con una lunga canna che fu appunto chiamato "Buntline Special". Vi sono però molti dubbi sul fatto che quest'ultima fosse stata fabbricata dietro richiesta dello scrittore. Egli certamente contribuì a renderla famosa ed infatti il nome le venne dato solo in seguito. Buntline affermò di averne regalate varie copie ad altrettanti noti sceriffi del west tra i quali il suo amico Wyatt Earp, che fu protagonista della Sparatoria all'O.K. Corral assieme ai suoi fratelli Virgil e Morgan e a John "Doc" Holliday, pistolero e giocatore di professione.

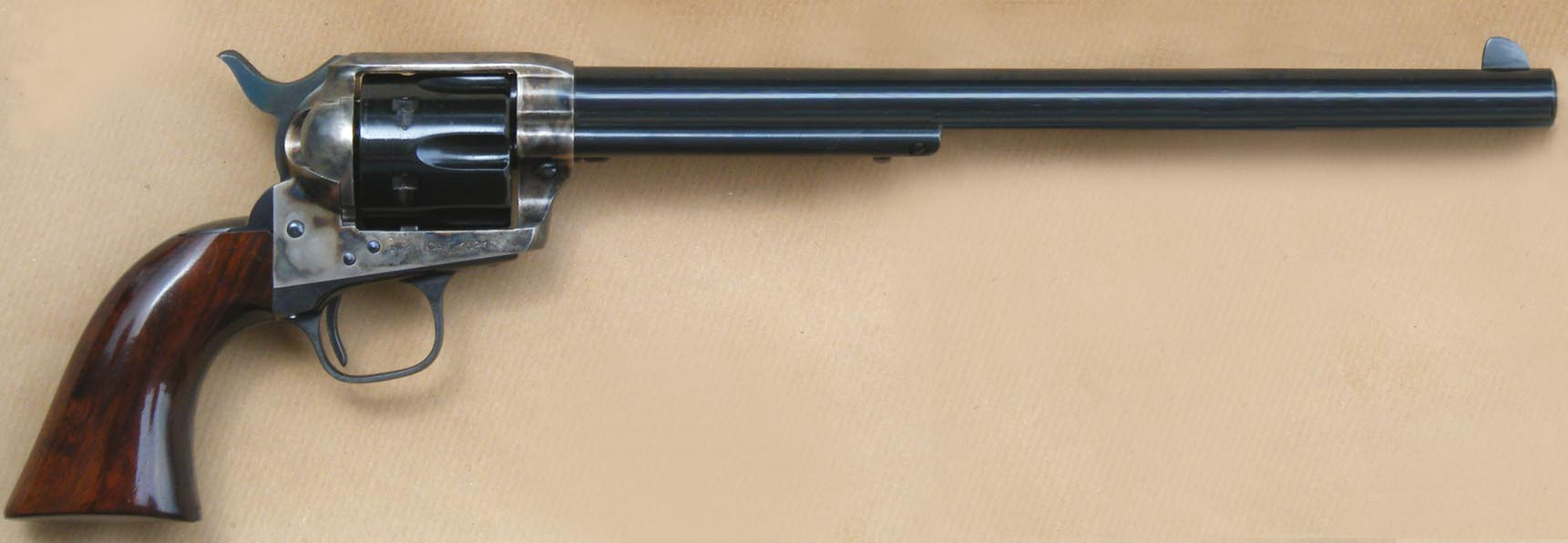
Colt S.A.A. 1873 mod. "Buntline Special"